# انكامب

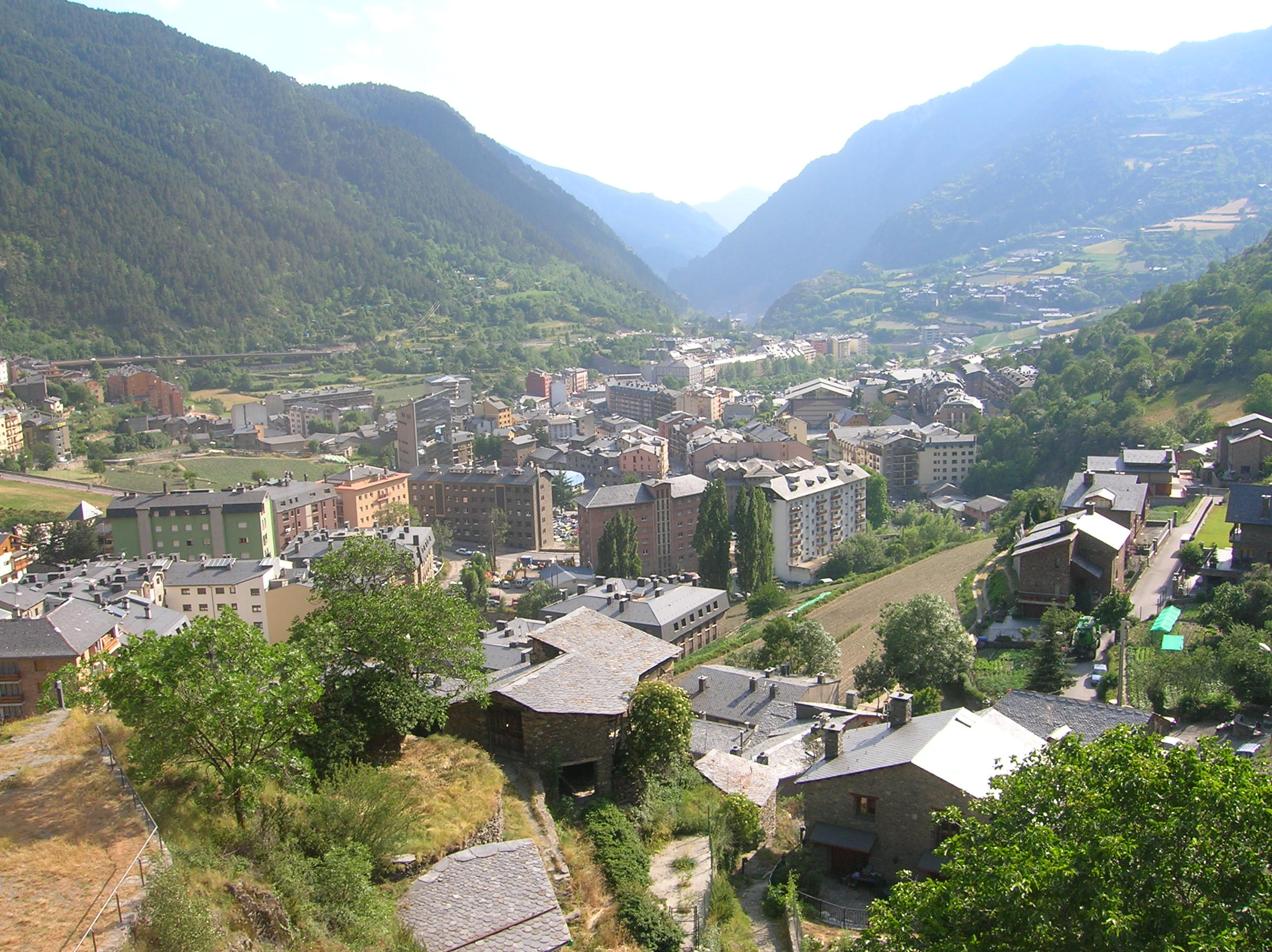
صورة للأبرشية كما أن النهر يظهر في الصورة

انكامب هي أحد أبرشيات أندورا تقع عند نهر جران فاليرا. كما أنها اسم لأكبر بلدات انكامب. يقطنها حوالي 11,800 نسمة حسب إحصائيات 20004، ويبلغ أعلى ارتفاع أعلى جبالها 2,865 متر كما أن المنطقع الحضرية في الأبرشية ترتفع مسافة 1,300 متر عن مستوى سطح البحر. يعتمد اقتصاد انكامب على السياحة كمصدر اقتصادي أول كما أن هناك تجارة تجزئة تشتهر بها المنطقة.

## توأمة
لانكامب اتفاقيات توأمة مع:
- ألغيرو